# Batalionul de Gardă (Republica Moldova)

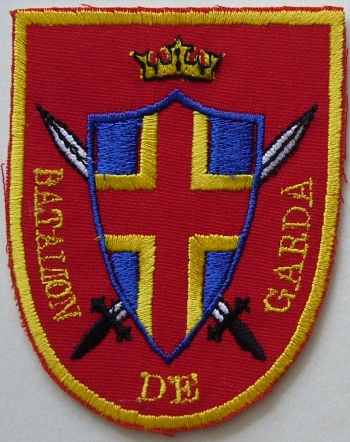

Batalionul de Gardă al Armatei Naționale a Moldovei este o unitate în cadrul Forțelor Terestre. Are sediul în Chișinău, la Tabăra Militară Nr. 142. Batalionul a fost format la 16 octombrie 1992, în același timp cu batalionul de geniu „Codru” și Centrul de Comunicații și Informatică.
Batalionul contribuie la pregătirea calitativă a trupelor și la asigurarea tehnică a operațiunilor desfășurate de Armata Națională. Mulți ofițeri și subofițeri din batalion au un program de 24 de ore pe zi, prin schimburi. Principalele atribuții ale batalionului includ: asigurarea desfășurării activităților de protocol ale Ministerului Apărării și ale instituțiilor de stat, precum și protecția obiectivelor majore, de asemenea, participă la solemnități în timpul vizitelor de stat la Chișinău de către demnitari străini de rang înalt.

## Structure
Unitatea are următoarea structură:
- Garda de Onoare
- Compania de pază
- Compania de poliție militară
- Compania Statului Major General
- Compania auto
- Companie de asigurări

60 la sută dintre soldații batalionului de gardă au un contract militar. Compania Gărzii de Onoare, care avea trei luni și jumătate la momentul absorbției sale în batalion, a fost denumită în 2012 de președintele Nicolae Timofti drept „Cartea de vizită a Republicii Moldova”. Garda a participat la peste 250 de ceremonii, inclusiv la ceremoniile de numire a diplomaților străini și la ceremoniile de premiere ale statului și ceremoniile de întâmpinare.